# Husen (Halver)
Husen ist eine Hofschaft in Halver im Märkischen Kreis im Regierungsbezirk Arnsberg in Nordrhein-Westfalen (Deutschland).

## Lage und Beschreibung
Husen liegt auf 315 m ü. NHN im nordöstlichen Halver oberhalb der Hälver. Der Ort ist über eine Zufahrt von der Bundesstraße 229 bei Heesfeld erreichbar. Weitere Nachbarorte sind Ostendorf, die Heesfelder Mühle, Bochen und Neuenhaus. 
Südlich von Husen liegt das große Waldgebiet um den Raffelnberg.

## Geschichte
Husen wurde erstmals 1521 urkundlich erwähnt, die Entstehungszeit der Siedlung wird aber für den Zeitraum zwischen 1050 und 1200 infolge der Rodungsphase nach der hochmittelalterlichen Territorialbildung vermutet. Husen war ein Abspliss von Heesfeld.
1818 lebten 18 Einwohner im Ort. 1838 gehörte Husen der Oeckinghauser Bauerschaft innerhalb der Bürgermeisterei Halver an. Der laut der Ortschafts- und Entfernungs-Tabelle des Regierungs-Bezirks Arnsberg als Ackergut kategorisierte Ort besaß zu dieser Zeit ein Wohnhaus und eine Fabrik bzw. Mühle. Zu dieser Zeit lebten 16 Einwohner im Ort, allesamt evangelischen Glaubens.
Das Gemeindelexikon für die Provinz Westfalen von 1887 gibt eine Zahl von sieben Einwohnern an, die in einem Wohnhaus lebten.